# Montagnes Bleues orientales
Les montagnes Bleues orientales (en russe : Восточный Синий хребет, Vostotchny Sinii khrebet) sont une chaîne de montagnes relativement basse, avec comme point culminant le mont Gordeïevskaïa et ses 1 033 m, de la cordillère du Sikhote-Aline. Elle se situe dans le kraï du Primorié en Extrême-Orient russe. Elle s'étend selon un axe nord-sud dans la partie centrale du Primorié. À l'est de celle-ci se trouve la partie central du Sikhote-Aline, et à l'ouest les montagnes Bleues légèrement plus hautes (1 083 m) et plus longues qui s'étendent parallèlement à elle. Au sud-est, elle est bordée par la chaîne Medvejy.

## Géologie
Le massif, qui a une altitude moyenne d'environ 600 mètres, est traversé par la vallée fluviale de la rivière Oussouri et son affluent l'Arsenievka. La ville d'Arseniev est située sur le versant ouest. La colline Obzornaïa s'élève au-dessus de la ville, avec une altitude de 876 m. De là, l'on peut bénéficier du panorama sur Arseniev, la vallée de la rivière Arsenievka, les villages des raïons d'Anoutchino et de Iakolevka. La crête appartient à la catégorie des montagnes en blocs plissés sur des structures mésozoïques et cénozoïques.
Les grottes karstiques suivantes ont été découvertes dans les montagnes de la chaîne : Priiskovaïa (290 m de long), Sinegorskaïa (180 m) et Medvejia (62 m).

## Flore et faune
Les conifères prédominent avec quelques arbres à feuilles larges et arbustes. Parmi les oiseaux notés figurent la pie bleue, la corneille noire (rare) et la corneille à gros bec.

## Tourisme et loisirs
Des pistes de ski ont été construites sur le versant nord-ouest (station de ski Vostok, Arseniev). La longueur des descentes principales est de 1 800 et 2 000 m, la descente d'entraînement est de 300 m, la pente moyenne est de 13°-28°, le dénivelé est de 470 m (sur la descente principale).